# Puriana puella
Puriana puella är en kräftdjursart som först beskrevs av Coryell och Fields 1937.  Puriana puella ingår i släktet Puriana och familjen Trachyleberididae. Inga underarter finns listade i Catalogue of Life.